# Nabot

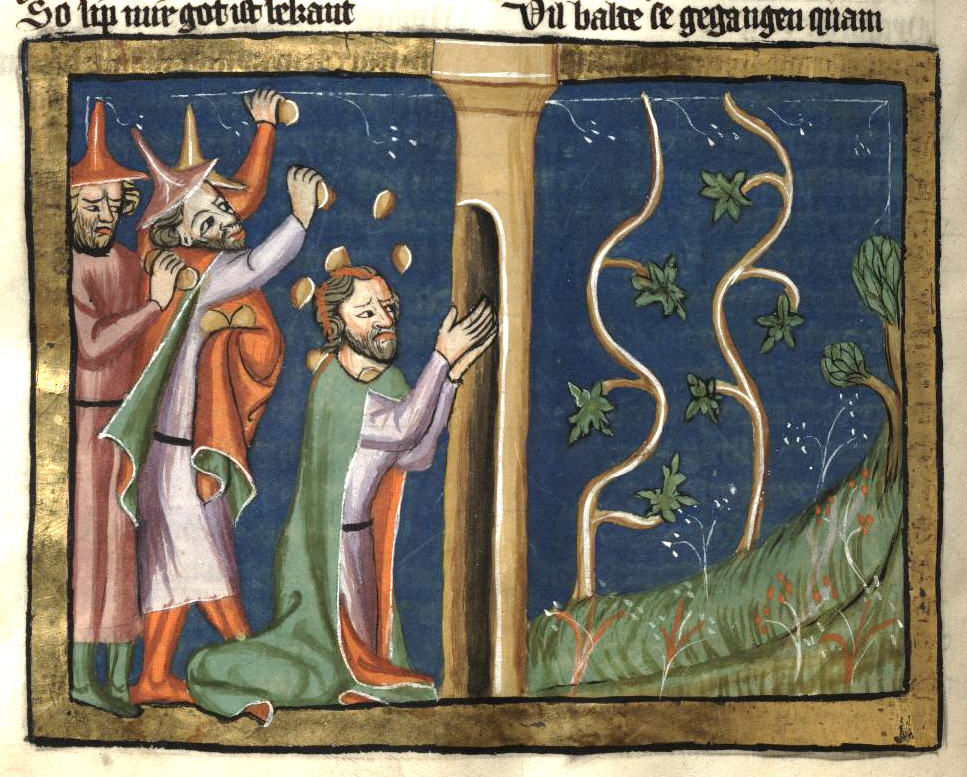
Nabot stenas. Illustration från 1300-talet.

Nabot, eller Navot, hebreiska נבות, omtalas i Första Kungaboken och var en man som ägde en vingård. Kung Ahab ville införliva denna vingård med sitt palats i Samaria, men Nabot vägrade att sälja sin faders arv. Ahabs hustru, Jisebel, lät då falska vittnen framträda för att anklaga Nabot för hädelse. För detta påstådda brott stenades Nabot till döds och Ahab kunde ta Nabots vingård i besittning.
Gud sände dock profeten Elia till Ahab för att förutspå att dennes lik skulle ligga skändat i Nabots vingård. Ahab gjorde emellertid bot och domen drabbade istället Joram, Ahabs son.